# Lista de senhores de Parada
Este anexo é composto por uma lista de Senhores de Parada.
- Afonso Pires da Charneca (c. 1340 -?)
- Diogo Gonçalves de Castro (c. 1360 -?)
- Martim de Castro, alcaide-mor de Melgaço e Castro Laboreiro (c. 1380 -?)
- Fernão de Castro, alcaide-mor de Melgaço (c. 1410 -?)